# Sara Carbonero
Sara Carbonero Arévalo (ur. 3 lutego 1984 w Corral de Almaguer) – hiszpańska dziennikarka sportowa i prezenterka telewizyjna wiadomości sportowych na kanale Telecinco.

## Kariera
Rozpoczęła studia na Uniwersytecie Complutense w Madrycie, jednak porzuciła je gdy dostała propozycje stałego zatrudnienia w „Radiu Marca”, gdzie odbywała staż. W całościu poświęciła się pracy w studiu radiowym. Po roku przeniosła się do telewizji zostając jedną z prezenterek stacji „La Sexta”. Jej praca została doceniona i po niedługim czasie Carbonero mogła pochwalić się kontraktem z telewizją „Telecino”.
W lipcu 2009 roku została uznana przez magazyn FHM za najseksowniejszą reporterkę na świecie.

## Życie prywatne
Mężem Sary był bramkarz FC Porto oraz reprezentacji Hiszpanii Iker Casillas. Para poznała się w 2009 roku podczas Pucharu Konfederacji w Południowej Afryce jednak spotykać zaczęli się pół roku później.  W 2021 prasa poinformowała o rozwodzie.
Sara Carbonero jest kibicem Atletico Madryt.
3 stycznia 2014 roku na świat przyszedł Martin Casillas Carbonero, pierwsze dziecko dziennikarki i piłkarza. 2 czerwca 2016 urodził się drugi syn pary – Lucas.